# Câlnic (gmina w okręgu Alba)
Câlnic – gmina w Rumunii, położona w południowej części Siedmiogrodu w okręgu Alba (ok. 10 km na południowy wschód od Sebeș).

## Krótki opis
Gmina Câlnic składa się z dwóch wsi – Câlnic i Deal. Ta pierwsza, wraz z sześcioma innymi wsiami siedmiogrodzkimi, w których istnieją kościoły warowne, znajduje się od 1999 r. na liście światowego dziedzictwa UNESCO. W 2011 roku gminę zamieszkiwało 1681 osób.

## Demografia
Skład etniczny według spisu z 2011 roku:
- Rumuni – 1184 (70,43 %)
- Romowie – 407 (24,21 %)
- Węgrzy – 4 (0,24 %)
- nieokreślona przynależność – 85 (5,06 %)